# Resolució 1528 del Consell de Seguretat de les Nacions Unides
La Resolució 1528 del Consell de Seguretat de les Nacions Unides fou adoptada per unanimitat el 27 de febrer de 2004. Després de reafirmar les resolucions 1464 (2003), 1479 (2003), 1498 (2003), 1514 (2003) i 1527 (2004) sobre la situació a Costa d'Ivori el Consell va establir l'Operació de les Nacions Unides a Costa d'Ivori (UNOCI) per un període inicial de dotze mesos.

## Resolució

### Observacions
El Consell de Seguretat va recolzar l'Acord de Linas-Marcoussis i va donar la benvinguda als progressos relacionats amb el desarmament, desmobilització i integració social (DDR), i el retorn de les Forces Nouvelles al govern de Costa d'Ivori, inclòs el diàleg. Va demanar a totes les parts que s'abstinguessin de les violacions dels drets humans i del dret internacional humanitari i que acabés amb la impunitat. Hi havia preocupació per la deterioració de la situació econòmica del país i les conseqüències a la subregió.
El preàmbul de la resolució va donar la benvinguda als esforços de la Unió Africana per donar suport al procés de pau i reconciliació a Costa d'Ivori, inclosos els de la Comunitat Econòmica dels Estats de l'Àfrica Occidental (ECOWAS) i les forces franceses. Va assenyalar les peticions del president de Costa d'Ivori, Laurent Gbagbo i de l'ECOWAS per transformar la Missió de les Nacions Unides a Costa d'Ivori (MINUCI) en una missió de manteniment de la pau. L'estabilitat duradora al país dependria de la pau a la subregió segons el Consell, particularment a Libèria.

### Actes
Actuant sota el Capítol VII de la Carta de les Nacions Unides, el Consell va establir la UNOCI per un període inicial de dotze mesos a partir del 4 d'abril de 2004 comprometent-se amb 6.240 empleats de les Nacions Unides, inclosos 200 observadors militars i 320 policies, a més d'un component civil, judicial i de correccions. Es va encoratjar a les missions de les Nacions Unides a l'Àfrica Occidental a donar suport a la UNOCI, mentre que la UNOCI va ser convidada a cooperar amb la Missió de les Nacions Unides a Sierra Leone (UNAMSIL) i amb la Missió de les Nacions Unides a Libèria (UNMIL).
El mandat de la UNOCI implicaria el seguiment dels grups armats i l'alto el foc; un desarmament, desmobilització, reintegració, repatriació i programa de reassentament; la protecció del personal de les Nacions Unides i els civils; donar suport a la implementació del procés de pau; promoure els drets humans; utilitzar una capacitat d'informació pública i mantenir la llei i l'ordre. A més, es va autoritzar a utilitzar tots els mitjans necessaris per complir el seu mandat i es va demanar que es completés un Status of Forces Agreement en un termini de 30 dies.
La resolució va destacar la importància de la plena implementació de l'Acord de Linas-Marcoussis i de les parts de Costa d'Ivori per garantir la seguretat i llibertat de moviments del personal de la UNOCI. Es va instar al govern a emprendre i completar el programa de DDR, dissoldre grups armats, reestructurar les forces armades i serveis de seguretat i frenar les protestes de carrer pertorbadores. Es va cridar al suport de la comunitat internacional per a contribuir al desenvolupament econòmic de Costa d'Ivori.
El mandat de l'ECOWAS i les forces franceses que operen al país es van ampliar per altres dotze mesos, amb França obligada a informar sobre el seu mandat. Finalment es va demanar al secretari general Kofi Annan que mantingués informat al Consell sobre la situació a Costa d'Ivori.